# Омплије
Омплије (фр. Amplier) насеље је и општина у североисточној Француској у региону Север-Па д Кале, у департману Па де Кале која припада префектури Арас.
По подацима из 2011. године у општини је живело 323 становника, а густина насељености је износила 37,08 становника/km². Општина се простире на површини од 8,71 km². Налази се на средњој надморској висини од 66 метара (максималној 148 m, а минималној 61 m).

## Демографија
| 1962. | 1968. | 1975. | 1982. | 1990. | 1999. | 2011. |
| ----- | ----- | ----- | ----- | ----- | ----- | ----- |
| 266   | 273   | 261   | 230   | 271   | 248   | 323   |

График промене броја становника у току последњих година